# Wereldbeker snowboarden 2014/2015
De wereldbeker snowboarden 2014/2015 (officieel: FIS World Cup Snowboard 2014/2015) begon op 6 december 2014 in het Amerikaanse Copper Mountain en het Oostenrijkse Montafon en eindigde op 21 maart 2015 in het Spaanse La Molina. Voor de eerste maal organiseerde de FIS wedstrijden voor vrouwen op het onderdeel Big air.

## Mannen

### Uitslagen
Legenda
- PGS = Parallelreuzenslalom
- PSL = Parallelslalom
- SBX = Snowboardcross
- HP = Halfpipe
- SBS = Slopestyle
- BA = Big air

| Datum | Plaats          | Onderdeel  | Eerste               | Tweede           | Derde               |
| --- | --------------- | ---------- | -------------------- | ---------------- | ------------------- |
| 06/12/2014 | Copper Mountain | HP         | Taylor Gold          | Zhang Yiwei      | Ben Ferguson        |
| 16/12/2014 | Carezza         | PGS        | Roland Fischnaller   | Žan Košir        | Jasey-Jay Anderson  |
| 18/12/2014 | Montafon        | PSL        | Roland Fischnaller   | Žan Košir        | Mirko Felicetti     |
| 18/12/2014 | Montafon        | SBX        | Afgelast             | Afgelast         | Afgelast            |
| 19/12/2014 | Montafon        | SBX (team) | Afgelast             | Afgelast         | Afgelast            |
| 20/12/2014 | Istanboel       | BA         | Seppe Smits          | Jonas Bösiger    | Brandon Davis       |
| 09/01/2015 | Bad Gastein     | PSL        | Žan Košir            | Christoph Mick   | Patrick Bussler     |
| 15 tot en met 25 januari 2015: FIS wereldkampioenschappen snowboarden 2015 in Kreischberg (telt niet mee voor wereldbeker) |                 |            |                      |                  |                     |
| 31/01/2015 | Rogla           | PGS        | Vic Wild             | Mirko Felicetti  | Žan Košir           |
| 07/02/2015 | Sudelfeld       | PGS        | Andrej Sobolev       | Vic Wild         | Žan Košir           |
| 20/02/2015 | Stoneham        | BA         | Darcy Sharpe         | Tyler Nicholson  | Eric Beauchemin     |
| 21/02/2015 | Stoneham        | SBS        | Michael Ciccarelli   | Janne Korpi      | Keita Inamura       |
| 27/02/2015 | Park City       | SBS        | Eric Willett         | Chas Guldemond   | Eric Beachemin      |
| 01/03/2015 | Park City       | HP         | Zhang Yiwei          | Taylor Gold      | Kent Callister      |
| 27/02/2015 | Asahikawa       | PGS        | Žan Košir            | Patrick Bussler  | Stanislav Detkov    |
| 01/03/2015 | Asahikawa       | PSL        | Žan Košir            | Justin Reiter    | Mirko Felicetti     |
| 07/03/2015 | Squaw Valley    | SBX        | Afgelast             | Afgelast         | Afgelast            |
| 08/03/2015 | Squaw Valley    | SBX (team) | Afgelast             | Afgelast         | Afgelast            |
| 07/03/2015 | Moskou          | PSL        | Justin Reiter        | Benjamin Karl    | Roland Fischnaller  |
| 14/03/2015 | Veysonnaz       | SBX        | Lucas Eguibar        | Nikolaj Oljoenin | Kevin Hill          |
| 15/03/2015 | Veysonnaz       | SBX        | Alex Pullin          | Lucas Eguibar    | Kevin Hill          |
| 14/03/2015 | Špindlerův Mlýn | SBS        | Lucien Koch          | Janne Korpi      | Petja Piiroinen     |
| 14/03/2015 | Winterberg      | PSL        | Roland Fischnaller   | Benjamin Karl    | Konstantin Sjipilov |
| 21/03/2015 | La Molina       | SBX        | Christopher Robanske | Alex Deibold     | Alex Pullin         |

### Eindstanden
| Parallel (PSL/PGS) | Parallel (PSL/PGS) | Parallel (PSL/PGS) | Parallel (PSL/PGS) |
| #                  | Naam               | Land               | Punten             |
| ------------------ | ------------------ | ------------------ | ------------------ |
| 1                  | Žan Košir          | SLO                | 6250               |
| 2                  | Roland Fischnaller | ITA                | 4589               |
| 3                  | Justin Reiter      | USA                | 3680               |
| 4                  | Andrej Sobolev     | RUS                | 3490               |
| 5                  | Benjamin Karl      | AUT                | 3452               |
| 6                  | Vic Wild           | RUS                | 3395               |
| 7                  | Mirko Felicetti    | ITA                | 2655               |
| 8                  | Patrick Bussler    | GER                | 2286               |
| 9                  | Rok Marguč         | SLO                | 2212               |
| 10                 | Nevin Galmarini    | SUI                | 2202               |

| Freestyle (BA/HP/SBS) | Freestyle (BA/HP/SBS) | Freestyle (BA/HP/SBS) | Freestyle (BA/HP/SBS) |
| #                     | Naam                  | Land                  | Punten                |
| --------------------- | --------------------- | --------------------- | --------------------- |
| 1                     | Janne Korpi           | FIN                   | 2940                  |
| 2                     | Petja Piiroinen       | FIN                   | 1820                  |
| 3                     | Taylor Gold           | USA                   | 1800                  |
| 3                     | Zhang Yiwei           | CHN                   | 1800                  |
| 5                     | Sebbe De Buck         | BEL                   | 1550                  |
| 6                     | Eric Willett          | USA                   | 1360                  |
| 7                     | Eric Beauchemin       | USA                   | 1300                  |
| 8                     | Petr Horák            | CZE                   | 1295                  |
| 9                     | Darcy Sharpe          | CAN                   | 1260                  |
| 10                    | Jonas Bösiger         | SUI                   | 1220                  |

| Slopestyle (SBS) | Slopestyle (SBS)   | Slopestyle (SBS) | Slopestyle (SBS) |
| #                | Naam               | Land             | Punten           |
| ---------------- | ------------------ | ---------------- | ---------------- |
| 1                | Janne Korpi        | FIN              | 2100             |
| 2                | Petja Piiroinen    | FIN              | 1050             |
| 3                | Michael Ciccarelli | CAN              | 1000             |
| 3                | Lucien Koch        | SUI              | 1000             |
| 3                | Eric Willett       | USA              | 1000             |
| 6                | Petr Horák         | CZE              | 960              |
| 7                | Chas Guldemond     | USA              | 800              |
| 8                | Sebbe De Buck      | BEL              | 760              |
| 9                | Eric Beauchemin    | USA              | 700              |
| 10               | Matts Kulisek      | CAN              | 650              |

| Parallelslalom (PSL) | Parallelslalom (PSL) | Parallelslalom (PSL) | Parallelslalom (PSL) |
| #                    | Naam                 | Land                 | Punten               |
| -------------------- | -------------------- | -------------------- | -------------------- |
| 1                    | Žan Košir            | SLO                  | 3250                 |
| 2                    | Roland Fischnaller   | ITA                  | 3180                 |
| 3                    | Benjamin Karl        | AUT                  | 2660                 |
| 4                    | Justin Reiter        | USA                  | 2370                 |
| 5                    | Andrej Sobolev       | RUS                  | 1770                 |
| 6                    | Mirko Felicetti      | ITA                  | 1660                 |
| 7                    | Patrick Bussler      | GER                  | 1420                 |
| 8                    | Vic Wild             | RUS                  | 1256                 |
| 9                    | Nevin Galmarini      | SUI                  | 1210                 |
| 10                   | Aaron March          | ITA                  | 1210                 |

| Big Air (BA) | Big Air (BA)    | Big Air (BA) | Big Air (BA) |
| #            | Naam            | Land         | Punten       |
| ------------ | --------------- | ------------ | ------------ |
| 1            | Darcy Sharpe    | CAN          | 1000         |
| 1            | Seppe Smits     | BEL          | 1000         |
| 3            | Jonas Bösiger   | SUI          | 800          |
| 3            | Tyler Nicholson | CAN          | 800          |
| 5            | Petja Piiroinen | FIN          | 770          |
| 6            | Sebbe De Buck   | BEL          | 710          |
| 7            | Eric Beauchemin | USA          | 600          |
| 7            | Brandon Davis   | USA          | 600          |
| 9            | Janne Korpi     | FIN          | 580          |
| 10           | Ryan Stassel    | USA          | 500          |
| 10           | Roope Tonteri   | FIN          | 500          |

| Snowboardcross (SBX) | Snowboardcross (SBX) | Snowboardcross (SBX) | Snowboardcross (SBX) |
| #                    | Naam                 | Land                 | Punten               |
| -------------------- | -------------------- | -------------------- | -------------------- |
| 1                    | Lucas Eguibar        | ESP                  | 2090                 |
| 2                    | Alex Pullin          | AUS                  | 1700                 |
| 3                    | Nikolaj Oljoenin     | RUS                  | 1560                 |
| 4                    | Kevin Hill           | CAN                  | 1360                 |
| 5                    | Christopher Robanske | CAN                  | 1000                 |
| 6                    | Alex Deibold         | USA                  | 972                  |
| 7                    | Stian Sivertzen      | NOR                  | 950                  |
| 8                    | Jarryd Hughes        | AUS                  | 842                  |
| 9                    | Omar Visintin        | ITA                  | 726                  |
| 10                   | Martin Nörl          | GER                  | 720                  |

| Parallelreuzenslalom (PGS) | Parallelreuzenslalom (PGS) | Parallelreuzenslalom (PGS) | Parallelreuzenslalom (PGS) |
| #                          | Naam                       | Land                       | Punten                     |
| -------------------------- | -------------------------- | -------------------------- | -------------------------- |
| 1                          | Žan Košir                  | SLO                        | 3000                       |
| 2                          | Vic Wild                   | RUS                        | 2139                       |
| 3                          | Andrej Sobolev             | RUS                        | 1720                       |
| 4                          | Roland Fischnaller         | ITA                        | 1409                       |
| 5                          | Alexander Bergmann         | GER                        | 1320                       |
| 6                          | Rok Marguč                 | SLO                        | 1320                       |
| 7                          | Sylvain Dufour             | FRA                        | 1310                       |
| 8                          | Justin Reiter              | USA                        | 1310                       |
| 9                          | Stanislav Detkov           | RUS                        | 1130                       |
| 10                         | Kaspar Flütsch             | SUI                        | 1110                       |

| Halfpipe (HP) | Halfpipe (HP)   | Halfpipe (HP) | Halfpipe (HP) |
| #             | Naam            | Land          | Punten        |
| ------------- | --------------- | ------------- | ------------- |
| 1             | Taylor Gold     | USA           | 1800          |
| 2             | Zhang Yiwei     | CHN           | 1800          |
| 3             | Greg Bretz      | USA           | 860           |
| 4             | Kent Callister  | AUS           | 780           |
| 5             | Jake Pates      | USA           | 620           |
| 6             | Chase Josey     | USA           | 610           |
| 7             | Brett Esser     | USA           | 610           |
| 8             | Ben Ferguson    | USA           | 600           |
| 9             | Matthew Ladley  | USA           | 500           |
| 10            | Benjamin Farrow | USA           | 470           |

## Vrouwen

### Uitslagen
Legenda
- PGS = Parallelreuzenslalom
- PSL = Parallelslalom
- SBX = Snowboardcross
- HP = Halfpipe
- SBS = Slopestyle
- BA = Big air

| Datum | Plaats          | Onderdeel  | Eerste               | Tweede              | Derde              |
| --- | --------------- | ---------- | -------------------- | ------------------- | ------------------ |
| 06/12/2014 | Copper Mountain | HP         | Kelly Clark          | Arielle Gold        | Hannah Teter       |
| 16/12/2014 | Carezza         | PGS        | Marion Kreiner       | Caroline Calvé      | Nadya Ochner       |
| 18/12/2014 | Montafon        | PSL        | Sabine Schöffmann    | Amelie Kober        | Alena Zavarzina    |
| 18/12/2014 | Montafon        | SBX        | Afgelast             | Afgelast            | Afgelast           |
| 19/12/2014 | Montafon        | SBX (team) | Afgelast             | Afgelast            | Afgelast           |
| 20/12/2014 | Istanboel       | BA         | Ty Walker            | Sina Candrian       | Cheryl Maas        |
| 09/01/2015 | Bad Gastein     | PSL        | Ester Ledecká        | Patrizia Kummer     | Julie Zogg         |
| 15 tot en met 25 januari 2015: FIS wereldkampioenschappen snowboarden 2015 in Kreischberg (telt niet mee voor wereldbeker) |                 |            |                      |                     |                    |
| 31/01/2015 | Rogla           | PGS        | Marion Kreiner       | Ina Meschik         | Selina Jörg        |
| 07/02/2015 | Sudelfeld       | PGS        | Ester Ledecká        | Julie Zogg          | Marion Kreiner     |
| 20/02/2015 | Stoneham        | BA         | Cheryl Maas          | Lia-Mara Bösch      | Klaudia Medlová    |
| 21/02/2015 | Stoneham        | SBS        | Cheryl Maas          | Jessika Jenson      | Klaudia Medlová    |
| 27/02/2015 | Park City       | SBS        | Cheryl Maas          | Karly Shorr         | Elena Könz         |
| 01/03/2015 | Park City       | HP         | Kelly Clark          | Arielle Gold        | Cai Xuetong        |
| 27/02/2015 | Asahikawa       | PGS        | Julia Dujmovits      | Julie Zogg          | Ester Ledecká      |
| 01/03/2015 | Asahikawa       | PSL        | Julie Zogg           | Sabine Schöffmann   | Julia Dujmovits    |
| 07/03/2015 | Squaw Valley    | SBX        | Afgelast             | Afgelast            | Afgelast           |
| 08/03/2015 | Squaw Valley    | SBX (team) | Afgelast             | Afgelast            | Afgelast           |
| 07/03/2015 | Moskou          | PSL        | Claudia Riegler      | Julie Zogg          | Patrizia Kummer    |
| 14/03/2015 | Veysonnaz       | SBX        | Michela Moioli       | Nelly Moenne Loccoz | Chloé Trespeuch    |
| 15/03/2015 | Veysonnaz       | SBX        | Dominique Maltais    | Nelly Moenne Loccoz | Chloé Trespeuch    |
| 14/03/2015 | Špindlerův Mlýn | SBS        | Cheryl Maas          | Klaudia Medlová     | Ella Suitiala      |
| 14/03/2015 | Winterberg      | PSL        | Hilde-Katrine Engeli | Selina Jörg         | Alena Zavarzina    |
| 21/03/2015 | La Molina       | SBX        | Charlotte Bankes     | Nelly Moenne Loccoz | Lindsey Jacobellis |

### Eindstanden
| Parallel (PSL/PGS) | Parallel (PSL/PGS) | Parallel (PSL/PGS) | Parallel (PSL/PGS) |
| #                  | Naam               | Land               | Punten             |
| ------------------ | ------------------ | ------------------ | ------------------ |
| 1                  | Julie Zogg         | SUI                | 4740               |
| 2                  | Marion Kreiner     | AUT                | 4470               |
| 3                  | Ester Ledecká      | CZE                | 3900               |
| 4                  | Sabine Schöffmann  | AUT                | 3760               |
| 5                  | Julia Dujmovits    | AUT                | 3586               |
| 6                  | Selina Jörg        | GER                | 3290               |
| 7                  | Claudia Riegler    | AUT                | 2990               |
| 8                  | Patrizia Kummer    | SUI                | 2900               |
| 9                  | Tomoka Takeuchi    | JPN                | 2626               |
| 10                 | Caroline Calvé     | CAN                | 2602               |

| Freestyle (BA/HP/SBS) | Freestyle (BA/HP/SBS) | Freestyle (BA/HP/SBS) | Freestyle (BA/HP/SBS) |
| #                     | Naam                  | Land                  | Punten                |
| --------------------- | --------------------- | --------------------- | --------------------- |
| 1                     | Cheryl Maas           | NED                   | 4600                  |
| 2                     | Klaudia Medlová       | SVK                   | 2560                  |
| 3                     | Kelly Clark           | USA                   | 2000                  |
| 4                     | Ella Suitiala         | FIN                   | 1710                  |
| 5                     | Ty Walker             | USA                   | 1650                  |
| 6                     | Arielle Gold          | USA                   | 1600                  |
| 7                     | Elena Könz            | SUI                   | 1600                  |
| 8                     | Urška Pribošič        | SLO                   | 1460                  |
| 9                     | Sina Candrian         | SUI                   | 1300                  |
| 10                    | Breanna Stangeland    | CAN                   | 1250                  |

| Slopestyle (SBS) | Slopestyle (SBS)   | Slopestyle (SBS) | Slopestyle (SBS) |
| #                | Naam               | Land             | Punten           |
| ---------------- | ------------------ | ---------------- | ---------------- |
| 1                | Cheryl Maas        | NED              | 3000             |
| 2                | Klaudia Medlová    | SVK              | 1640             |
| 3                | Ella Suitiala      | FIN              | 1190             |
| 4                | Karly Shorr        | USA              | 1160             |
| 5                | Elena Könz         | SUI              | 1100             |
| 6                | Jessika Jenson     | USA              | 960              |
| 7                | Jenna Blasman      | CAN              | 850              |
| 8                | Breanna Stangeland | CAN              | 800              |
| 9                | Carla Somaini      | SUI              | 740              |
| 10               | Urška Pribošič     | SLO              | 740              |

| Parallelslalom (PSL) | Parallelslalom (PSL) | Parallelslalom (PSL) | Parallelslalom (PSL) |
| #                    | Naam                 | Land                 | Punten               |
| -------------------- | -------------------- | -------------------- | -------------------- |
| 1                    | Julie Zogg           | SUI                  | 2950                 |
| 2                    | Sabine Schöffmann    | AUT                  | 2610                 |
| 3                    | Hilde-Katrine Engeli | NOR                  | 2050                 |
| 4                    | Patrizia Kummer      | SUI                  | 2040                 |
| 5                    | Claudia Riegler      | AUT                  | 2030                 |
| 6                    | Selina Jörg          | GER                  | 2030                 |
| 7                    | Julia Dujmovits      | AUT                  | 1940                 |
| 8                    | Ester Ledecká        | CZE                  | 1850                 |
| 9                    | Alena Zavarzina      | RUS                  | 1780                 |
| 10                   | Marion Kreiner       | AUT                  | 1470                 |

| Big Air (BA) | Big Air (BA)       | Big Air (BA) | Big Air (BA) |
| #            | Naam               | Land         | Punten       |
| ------------ | ------------------ | ------------ | ------------ |
| 1            | Cheryl Maas        | NED          | 1600         |
| 2            | Ty Walker          | USA          | 1180         |
| 3            | Klaudia Medlová    | SVK          | 920          |
| 4            | Lia-Mara Bösch     | SUI          | 800          |
| 4            | Sina Candrian      | SUI          | 800          |
| 6            | Urška Pribošič     | SLO          | 720          |
| 7            | Elena Könz         | SUI          | 500          |
| 7            | Kristiina Nisula   | FIN          | 500          |
| 9            | Loranne Smans      | BEL          | 450          |
| 10           | Breanna Stangeland | CAN          | 450          |

| Snowboardcross (SBX) | Snowboardcross (SBX)  | Snowboardcross (SBX) | Snowboardcross (SBX) |
| #                    | Naam                  | Land                 | Punten               |
| -------------------- | --------------------- | -------------------- | -------------------- |
| 1                    | Nelly Moenne-Loccoz   | FRA                  | 2400                 |
| 2                    | Dominique Maltais     | CAN                  | 1900                 |
| 3                    | Michela Moioli        | ITA                  | 1900                 |
| 4                    | Chloé Trespeuch       | FRA                  | 1400                 |
| 5                    | Belle Brockhoff       | AUS                  | 1300                 |
| 6                    | Sandra Daniela Gerber | SUI                  | 1120                 |
| 7                    | Charlotte Bankes      | FRA                  | 1000                 |
| 8                    | Raffaella Brutto      | ITA                  | 900                  |
| 9                    | Maria Ramberger       | AUT                  | 850                  |
| 10                   | Lindsey Jacobellis    | USA                  | 840                  |

| Parallelreuzenslalom (PGS) | Parallelreuzenslalom (PGS) | Parallelreuzenslalom (PGS) | Parallelreuzenslalom (PGS) |
| #                          | Naam                       | Land                       | Punten                     |
| -------------------------- | -------------------------- | -------------------------- | -------------------------- |
| 1                          | Marion Kreiner             | AUT                        | 3000                       |
| 2                          | Ester Ledecká              | CZE                        | 2050                       |
| 3                          | Julie Zogg                 | SUI                        | 1790                       |
| 4                          | Tomoka Takeuchi            | JPN                        | 1690                       |
| 5                          | Julia Dujmovits            | AUT                        | 1646                       |
| 6                          | Caroline Calvé             | CAN                        | 1632                       |
| 7                          | Selina Jörg                | GER                        | 1260                       |
| 8                          | Anke Karstens              | GER                        | 1210                       |
| 9                          | Sabine Schöffmann          | AUT                        | 1150                       |
| 10                         | Ina Meschik                | AUT                        | 1080                       |

| Halfpipe (HP) | Halfpipe (HP)    | Halfpipe (HP) | Halfpipe (HP) |
| #             | Naam             | Land          | Punten        |
| ------------- | ---------------- | ------------- | ------------- |
| 1             | Kelly Clark      | USA           | 2000          |
| 2             | Arielle Gold     | USA           | 1600          |
| 3             | Cai Xuetong      | CHN           | 1100          |
| 4             | Hannah Teter     | USA           | 820           |
| 5             | Clémence Grimal  | FRA           | 810           |
| 6             | Sophie Rodriguez | FRA           | 620           |
| 7             | Hikaru Oe        | JPN           | 610           |
| 8             | Sun Zhifeng      | CHN           | 550           |
| 9             | Liu Jiayu        | CHN           | 500           |
| 10            | Mirabelle Thovex | FRA           | 480           |